# Zlatá koruna
Zlatá koruna je informačním rozcestníkem[ujasnit] finanční a ekonomické problematiky pro širokou i odbornou veřejnost v České republice. Vznikla v roce 2003 a mezi její nejvýznamnější aktivity jsou řazeny: soutěž finančních produktů, odborná finanční fóra a finanční web.

## Soutěž Zlaté koruny
Soutěž ZK tvoří základní pilíř všech aktivit Zlaté koruny. Soutěžící produkty jsou rozděleny do 16 kategorií, 12 z nich je věnováno finančním nástrojům pro spotřebitele, 4 reprezentují nabídku pro drobné a střední podnikatele.
Produkty posuzuje Finanční akademie Zlaté koruny, ta je garantem nezávislosti a především odbornosti výsledků. Tvoří ji téměř 400 finančních a ekonomických odborníků,[zdroj⁠?!] v jejichž řadách jsou rovnoměrně zastoupeny finanční společnosti, poradci, novináři, zástupci akademické sféry, podnikatelé atd. V čele poroty stojí šestičlenná Rada Finanční akademie, kterou až do roku 2021 vedl prof. Ing. Michal Mejstřík, CSc.
Hodnocení probíhá na základě multikriteriálního modelu, který porovnává ekonomické, kvalitativní a bezpečnostní charakteristiky produktu. Díky velkému počtu hodnotitelů, jejich odbornosti a různorodému zaměření nabízejí výsledky soutěže objektivní obraz českého finančního trhu a spotřebitelům poskytují užitečné vodítko při výběru. Ačkoliv nikdo nemůže tvrdit, že jeden produkt je nejlepší pro všechny potenciální uživatele, historie soutěže dokazuje, že všechny oceněné produkty – i při zpětném pohledu – byly velmi nadstandardními finančními nástroji.
Své produkty přihlašují do soutěže finanční společnosti a právo nominovat je na "divokou kartu" mají také všichni členové Finanční akademie a zástupci organizátora. Systém doplňkových nominací zajišťuje, že v soutěži jsou zastoupeny skutečně všechny kvalitní produkty, i pokud by nebyly přihlášené poskytovatelem. V uplynulých letech se však do soutěže postupně zapojily prakticky všechny významné banky, pojišťovny a nebankovní společnosti. A naprostá většina z nich přihlašuje výběr ze své nabídky pravidelně.
Od roku 2007 (5. ročník) jsou vyhlašovány nad rámec základních 16 produktových kategorií dvě hlavní ceny – Novinka roku a Cena veřejnosti. Každoročně je v hlasování veřejnosti odevzdáno průměrně 70.000 hlasů. Od roku 2008 je jako hlavní cena vyhlašována také Cena podnikatelů pro nejlepší finanční produkty pro malé a střední podniky. Od roku 2015 je na základě průzkumu veřejnosti udílena Cena za společenskou odpovědnost, která je udílena na základě výsledků průzkumu agentury Behavio pro Zlatou korunu.
O Novince roku hlasují členové Finanční akademie. Nominovány mohou být pouze produkty, jež byly uvedeny na český trh v průběhu posledního roku. Cílem je ocenit nové produkty, které výrazně přispívají k rozvoji českého finančního trhu. V Ceně veřejnosti rozhoduje široká veřejnost o tom, které produkty napříč všemi kategoriemi považují za nejlepší. Tato anketa probíhá dvoukolově. V prvním nominačním kole je možné prostřednictvím webových stránek nominovat jakýkoli finanční produkt, který je v dané chvíli dostupný na českém trhu. Dvacet produktů s největším počtem nominací postupuje do druhého kola. V ceně podnikatelů hlasují malí a střední podnikatelé jednokolově prostřednictvím webových stránek.
Kompletní výsledky Zlaté koruny jsou zpravidla vyhlašovány v květnu či červnu daného roku. Nejlépe hodnocené produkty v každé kategorii, které na základě obdrženého počtu bodů od hodnotitelů obsadí první, druhé a třetí místo, získávají ocenění v podobě Zlaté, Stříbrné a Bronzové koruny.
Výsledky hodnocení v soutěži Zlatá koruna pomáhají veřejnosti snadněji se orientovat v nabídce finančních produktů, motivují klienty k tomu, aby se více zajímali o vlastnosti jednotlivých produktů a lépe porozuměli nabídkám finančních společností.

## Fórum Zlaté koruny

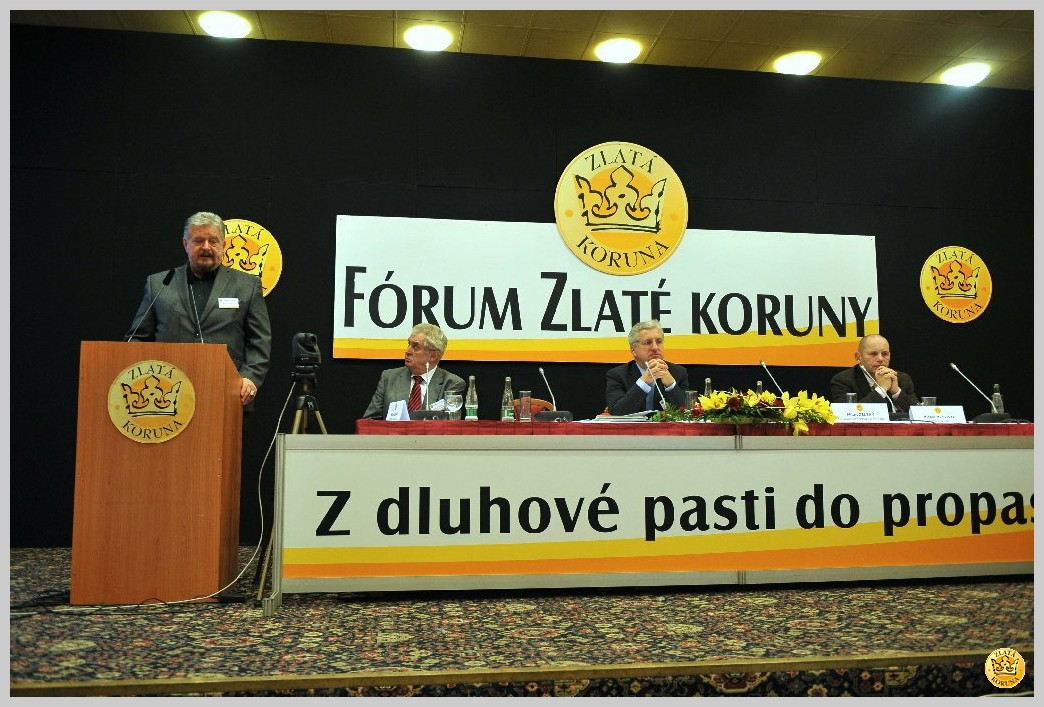
XI. ročník fóra

Významnou součástí Zlaté koruny jsou Fóra Zlaté koruny, která se konají od roku 2007 pod záštitou ministra financí a guvernéra ČNB a po celou tuto dobu k sobě poutají mimořádnou pozornost. Tato špičková setkání politiků, ekonomů, finančníků a podnikatelů se vyjadřují k nejzávažnějším ekonomickým a celospolečenským otázkám. Fór se účastní kolem 400 přímých účastníků. Offline záznamy lze spustit z webového archivu Zlaté koruny a částečně i z archivu České televize.
Zatím poslední Fórum na téma Bydlení – Vize nebo Krize? se uskutečnilo v prosinci 2018 za účasti ministryně financí, zástupců Ministerstva pro místní rozvoj, České národní banky, Institutu plánování a rozvoje hl. m. Prahy, developerů i ekonomických odborníků. Fórum tak bylo jedinou akcí svého druhu, která propojila poptávku po bydlení s její nabídkou.
Doposud proběhlá Fóra se týkala například těchto témat: Vize bankovnictví, Konkurenceschopnost, Ekonomika versus politika, Prezident pro cestu z krize, Důchodová reforma a další...
Vedle velkých ekonomických Fór pořádá Zlatá koruna Diskusní stoly, uzavřená, neformální setkání předních osobností z řad zástupců vrcholného managementu finančních společností, ekonomů a významných institucí. Účastní se jich na 30 pozvaných hostů. 

## Zlatá koruna v době korony

### Peníze v roušce
V reakci na mimořádnou situaci způsobenou pandemií koronaviru vznikl nový projekt Peníze v roušce, diskusní webový portál, kde se lidé mohou ptát na dotazy ze světa osobních i podnikatelských financí a dozvědět se, jak ochránit svoje peníze. Na konkrétní dotazy odpovídají odborníci z Finanční akademie, která již 18 let hodnotí finanční produkty v soutěži Zlatá koruna. Své dotazy mohou lidé pokládat na www.penizevrousce.cz nebo na www.zlatakoruna.info/radce. 

### Akademik roku
Tradiční kategorie Akademik roku se v roce 2020 dočkala výrazné změny v oblasti výběru jejího vítěze. Vítězem byl zvolen akademik, který se nejvíce zapojil do pomoci lidem v rámci nového projektu Zlaté koruny Peníze v roušce. Stala se jím Bc. Michaela Knotková, EFA, členka Finanční akademie, která nezištně zareagovala na více než čtyři desítky dotazů.

### Cena za společenskou odpovědnost
O výsledcích v kategorii Cena za společenskou odpovědnost rozhoduje veřejnost prostřednictvím průzkumu obyvatel. V roce 2020 se Zlatá koruna spojila se společností Behavio, výzkumnou agenturou zaměřenou na podvědomé myšlení. Ocenění netradičně získaly projekty vzniklé na pomoc proti dopadům koronaviru. Zlatou korunu získal projekt Vrácení peněz za neprojeté kilometry pojišťovny Pillow.